# Молдова на Европейских играх 2015
Молдова на I Европейских играх, которые прошли в июне 2015 года в столице Азербайджана, в городе Баку, была представлена 86 спортсменами в 12 видах спорта. Знаменосцем молдавской команды был выбран борец Михай Сава.

## Награды

### Серебро
| Серебро |             |                                    |
| #       | Спортсмены  | Вид спорта (дисциплина)            |
| 1       | Пётр Янулов | Вольная борьба (мужчины, до 86 кг) |

### Бронза
| Бронза |                     |                                    |
| #      | Спортсмены          | Вид спорта (дисциплина)            |
| 1      | Александру Киртоакэ | Вольная борьба (мужчины, до 57 кг) |
| 2      | Светлана Саенко     | Вольная борьба (женщины, до 75 кг) |

## Состав команды[4]
Легкая атлетика — Александр Бабиан, Николай Чебан, Александр Крушельницкий, Александр Кухаренко, Андрей Дарануца, Андрей Дойбань, Иван Емельянов, Станислав Георгиогло, Николай Горбушко, Владимир Летников, Богдан Лусманский, Андриан Мардарь, Сергей Маргиев, Андрей Митьков, Роман Продиус, Ион Сюрис, Олег Сокин, Андрей Штурмилов, Анна Бергий, Алина Бордя, Ульяна Бушилэ, Наталья Черкес, Наталья Чипиленко, Наталья Клипка, Олеся Кожухарь, Алина Кравченко, Анна Модникова, Марина Маргиева-Никишенко, Вирджилия Ротару, Олеся Смовженко, Наталья Стратулат, Думитриана Сурду, Михаела Таку, Юлиана Ткачева, Ирина Твердохлебова.
Плавание — Анна Козмина, Александра Винниченко, Влас Кононов, Адриан Негру.
Таеквондо — Владислав Арвентий, Аарон Кук, Степан Димитров.
Борьба среди женщин — Наталья Буду, Марианна Кердивара, Юлия Леорда, Светлана Саенко.
Греко-римская борьба — Игорь Бешляга, Даниел Катараджа, Виктор Чобану, Дониор Исламов, Петр Шевчук.
Вольная борьба — Александр Бурка, Николай Чебан, Александр Киртока, Петр Янулов, Евгений Недялко, Андрей Перпелицэ, Александр Романов, Михаил Сава.
Стендовая стрельба — Александр Быков.
Самбо — Екатерина Крецу, Наталья Репешко, Анна Репида, Валерий Меляшкевич.
Дзюдо — Валерий Думиникэ, Артем Наку, Кристина Будеску.
Фехтование — Алена Желаки, Петр Матейшин.
Велоспорт — Александр Брайко, Сергей Чобану, Кристиан Рэйляну.
Каноэ — Олег Тарновский, Наталья Гулько.
Бокс — Лилия Венгловская, Василий Белоус, Виктор Карапчевский, Петр Чобану, Дмитрий Галагоц, Вячеслав Гожан, Виктор Ялымов, Вадим Иванюк, Александр Рышкан, Алексей Заватин.
Стрельба из лука — Дан Олару, Александра Мирка.

## Результаты

### Борьба
В соревнованиях по борьбе разыгрывалось 24 комплекта наград. По 8 у мужчин и женщин в вольной борьбе и 8 в греко-римской. Турнир проходил по олимпийской системе с выбыванием. В утешительный раунд попадали участники, проигравшие в своих поединках будущим финалистам соревнований. Каждый поединок состоит из двух раундов по 3 минуты, победителем становится спортсмен, набравший большее количество баллов. По окончании схватки, в зависимости от результатов в каждом из раундов спортсменам начисляются классификационные очки.
Мужчины
Греко-римская борьба
Легенда: 

VT — победа на туше; 

PP — победа по очкам с техническим баллом у проигравшего; 

PO — победа по очкам без технического балла у проигравшего; 

SP — техническое превосходство, победа по очкам с разницей более, чем в 6 баллов с техническим баллом у проигравшего; 

ST — техническое превосходство, победа по очкам с разницей более, чем в 6 баллов без технического балла у проигравшего; 

| Соревнование | Спортсмены       | Первый раунд               | 1/8 финала                     | Четвертьфинал               | Полуфинал                    | Финал                          | Место |
| Соревнование | Спортсмены       | Соперник Результат         | Соперник Результат             | Соперник Результат          | Соперник Результат           | Соперник Результат             | Место |
| ------------ | ---------------- | -------------------------- | ------------------------------ | --------------------------- | ---------------------------- | ------------------------------ | ----- |
| до 59 кг     | Виктор Чобану    | А. Царюк (ISR) В 4:0 (ST)  | А. Мануилидис (GRE) В 4:0 (ST) | В. Мунтяну (ROU) В 3:1 (PP) | С. Дауров (BLR) П 1:3 (PP)   | Турнир за 3-е место            | 5     |
| до 59 кг     | Виктор Чобану    | А. Царюк (ISR) В 4:0 (ST)  | А. Мануилидис (GRE) В 4:0 (ST) | В. Мунтяну (ROU) В 3:1 (PP) | С. Дауров (BLR) П 1:3 (PP)   | Т. Бельмадани (FRA) П 1:3 (PP) | 5     |
| до 66 кг     | Дониор Исламов   | К. Стас (BUL) П 0:4 (ST)   | Завершил выступление           | Завершил выступление        | Завершил выступление         | Завершил выступление           | 26    |
| до 71 кг     | Даниэль Катарага | не участвовал              | Р. Чунаев (AZE) П 1:3 (PP)     | Завершил выступление        | Турнир за 3-е место          | Турнир за 3-е место            | 11    |
| до 71 кг     | Даниэль Катарага | не участвовал              | Р. Чунаев (AZE) П 1:3 (PP)     | Завершил выступление        | Д. Этлингер (CRO) П 1:3 (PP) | Завершил выступление           | 11    |
| до 75 кг     | Пётр Шевчук      | С. Тыген (EST) В 4:1 (SP)  | Я. Янакиев (BUL) П 0:4 (ST)    | Завершил выступление        | Завершил выступление         | Завершил выступление           | 13    |
| до 80 кг     | Игорь Бешляга    | П. Повада (CZE) В 3:1 (PP) | Ф. Ноймайер (GER) П 0:3 (PO)   | Завершил выступление        | Завершил выступление         | Завершил выступление           | 9     |

### Гребля на байдарках и каноэ
Соревнования по гребле на байдарках и каноэ проходили в городе Мингечевир на базе олимпийского учебно-спортивного центра «Кюр». Разыгрывалось 15 комплектов наград. В каждой дисциплине соревнования проходили в три этапа: предварительный раунд, полуфинал и финал.
| Соревнование     | Спортсмены      | Предварительный раунд | Предварительный раунд | Предварительный раунд | Полуфинал     | Полуфинал     | Полуфинал     | Финал    | Финал | Итоговое место |
| Соревнование     | Спортсмены      | Заплыв                | Время                 | Место                 | Заплыв        | Время         | Место         | Время    | Место | Итоговое место |
| ---------------- | --------------- | --------------------- | --------------------- | --------------------- | ------------- | ------------- | ------------- | -------- | ----- | -------------- |
| C-1, 1000 метров | Олег Тарновский | 2                     | 4:01,200              | 3 (Q)                 | не участвовал | не участвовал | не участвовал | 3:58,152 | 7     | 7              |

### Тхэквондо
Соревнования по тхэквондо проходят по системе с выбыванием. Для победы в турнире спортсмену необходимо одержать 4 победы. Тхэквондисты, проигравшие по ходу соревнований будущим финалистам, принимают участие в утешительном турнире за две бронзовые медали.
Мужчины
| Категория | Спортсмены         | Первый раунд          | Четвертьфинал           | Полуфинал             | Финал                   | Место |
| Категория | Спортсмены         | Соперник Результат    | Соперник Результат      | Соперник Результат    | Соперник Результат      | Место |
| --------- | ------------------ | --------------------- | ----------------------- | --------------------- | ----------------------- | ----- |
| до 68 кг  | Владислав Арвентий | С. Баркле (FRA) В 8:4 | К. Тревизо (ITA) В 11:9 | К. Робак (POL) П 1:13 | За 3-е место            | 5     |
| до 68 кг  | Владислав Арвентий | С. Баркле (FRA) В 8:4 | К. Тревизо (ITA) В 11:9 | К. Робак (POL) П 1:13 | Х. Гонсалес (ESP) П 6:7 | 5     |